# The Bluff
The Bluff (43 m n. m.) je kopec na ostrově Cayman Brac v souostroví Velké Antily v severozápadním Karibiku. Kopec je s nadmořskou výšku 43 m nejvyšším bodem britského zámořského území Kajmanské ostrovy.